# آلبین اکدال
آلبین اکدال (سوئدی: Albin Ekdal؛ زادهٔ ۲۸ ژوئیهٔ ۱۹۸۹) بازیکن فوتبال اهل سوئد است.

## باشگاهی
از باشگاه‌هایی که در آن بازی کرده‌است می‌توان به یوونتوس، سیه‌نا، بولونیا، کالیاری، هامبورگ و سمپدوریا اشاره کرد.

## تیم ملی
وی همچنین در تیم ملی فوتبال سوئد بازی کرده‌است.